# Hwaa
〈화(火花)〉（英語："HWAA"）是韓國女子組合(G)I-DLE的单曲，於2021年1月11日作为组合第四张迷你专辑《I burn》的第二首歌曲兼主打歌，由Cube娱乐和联众唱片发行。歌曲原版组合成员田小娟创作，原版英语歌词由唱作歌手Phildel创作，Pop Time担任共同制作人。歌曲的灵感出自小娟和组合成员叶舒华在一次交谈中提到的“冬日女孩”。她被这个想法吸引中，构想了女子受困于冬日的概念。
歌曲用“花”这个含糊意象表达情侣分手的感觉，以寒冬中熊熊燃烧的烟火及绚烂多彩的花朵，感性地比喻爱的痛苦。音乐层面上，歌曲主要采用蒙巴顿风格，融入黑暗流行、梦幻流行和合成器流行的风格，编排中加入东方乐器，将火和花两个双关语融入令人上瘾的重复点及逐渐变化的歌词，延续〈HANN (Alone)〉（2018）和〈HANN (Alone in winter)〉（2021）的剧情。歌曲音乐视频由VM Project Architecture的Paranoid Paradigm执导，歌曲上线当天于组合YouTube频道同步公开。
歌曲空降韩国Melon排行榜首位，是第四代偶像组合首支头位打榜的歌曲；在Gaon單曲榜最高排第4名，是组合首支排进前五的热门单曲，也是他们在Gaon下载榜的首支冠军歌曲。歌曲在《告示牌》榜单也取得不俗的成绩，位列韩流百强单曲榜第5位、全球数字歌曲销量榜第8位、全球二百强单曲榜第173位。
歌曲英文版和中文版于2021年1月27日以数字单曲形式发行。2022年7月15日以泰國LINE Webtoon漫畫《Loveless Heroine》主題曲方式，在官方Youtube頻道發布泰文版歌曲，由Minnie獨自翻唱。
該歌曲，也是前成員穗珍退團前所演唱的最後一首主打曲。
2025年5月2日，(G)I-DLE在改名為「I-dle」後，發行五人版本的〈Hwaa (I-dle ver.)〉，並收錄於七週年特別迷你專輯《We are i-dle》中。

## 歌名
歌名〈HWAA〉有花的意思，象征春天和爱情。而漢字「火」與「花」在韓語中均為“hwaa”音，但两个字在華語中的讀音不同。小娟表示：“我之所以把这两个hwaa放在一起，是想表达歌曲的主人翁虽处在寒冬中，但能够用火焰驱散寒冷，像花一样绽放自己，给寒冬带来一丝春色。”而焰火在韩语中的就是“火花”，她藉此希望这张专辑能够大获成功，“绽放绚烂的焰火”。

## 背景
在《美丽佳人韩国版》2021年1月刊的采访中，田小娟暗示这首歌曲“和冬天很般配，但也不只给人寒冷的感觉。可能会有点冷，但有些地方会很火热？就好像在一间开着暖气的房间盖着厚毛毯，但窗户开着，只能你的脸能感受到寒冷。”歌曲是(G)I-DLE的第二首分手歌曲，透露出分手时寒冬一样冷彻心扉的氛围。
《I burn》出现了三种意象，第一种‘冬天’代表分手后冻人的情感，第二种“火”代表融化那些情绪的欲望，第三种‘花’代表分手前冷漠但美好的爱情。这幅途径从受困于寒冬的女性开始。我希望将‘冬天’、‘火’和‘花’构筑在‘Hwaa’这个词中，展现克服分手的伤痛后完全绽放自我的概念。我们认为，与其传达特定的概念，不如用更多精力思考传达这些情感的最佳方式。尽管我们是跨国团体，我们还是希望传达出分手这种情感，这种放之四海而皆准的情感。我希望这些情感给人小说的感觉。——(G)I-DLE提及歌曲的概念，《韩国经济日报》
Minnie坦白说，她有一段时间不是很明白用泰语怎么表达〈HANN (Alone)〉所蕴含的意思，但和其他成员交谈完，她明白了爱情和分手的含义：“我努力表达我对分离的感受，因为这在每个国家都是相似的。”歌曲舞蹈融入剑舞动作，由编舞Hyunzzinii和表演导演金世焕导演。Minnie在SBS原创节目《HANBAM》中透露，小娟在她们参加Mnet生存节目《Queendom》演唱〈Lion〉之后，在〈DUMDi DUMDi〉之前写了这首歌，之后等到冬天发布。

## 词曲
歌曲采用升F小调，每分钟95拍，时长3分17秒。作品融入黑暗流行、梦幻流行、合成器流行黑暗及蒙巴顿风格，编排上融入了东方乐器，重复段频繁出现洗脑的“花”和“火”两个双关语，歌词逐渐变化。全曲采用韩语歌词。

## 分配
穗珍退團後，原本的部分由舒華全部接手(單位：秒)
| 團員   | 獨唱  | MV鏡頭 (單獨/全部) | C位舞蹈 |
| ------ | ----- | ------------------ | ------- |
| 薇娟   | 25.98 | 27.6/56.65         | 38.5    |
| Minnie | 28.46 | 28.9/60.22         | 42.9    |
| 小娟   | 37.76 | 30.3/56.09         | 49.5    |
| 雨琦   | 18.56 | 25.1/61.97         | 44.3    |
| 舒華   | 4.06  | 13.2/56.46         | 22.5    |
| 穗珍   | 16.82 | 23.4/63.97         | 40.7    |

## 专业评价
| 評論得分 | 評論得分 |
| 來源     | 評分     |
| -------- | -------- |
| 《IZM》  | [ 25 ]   |

〈HWAA〉获得音乐评论人的普遍好评。《时尚青少版》的贝内塔塔·吉多（Benedetta Geddo）表示，(G)I-DLE“将大场面视觉和叙事用在她们的歌曲和音乐视频中，是毫无疑问的天才”。《XSports News》的金敏治认为，“差异化的内容彰显了组合的概念”。《公告牌》的赫兰·马莫（Heran Mamo）认为歌曲“点燃听众内心的火焰，指引他们脱离分手带来的不愉快情绪”。《Idolator》的迈克·瓦斯（Mike Wass）认为歌曲让人“一听上瘾”。《首尔经济日报》的赵承贤认为组合“每次回归都带来强烈且独特的概念，绝不平庸，所展现的概念也从来不用通俗的语言表达”，而外国歌迷对全韩文歌词的希望，以及歌曲编排上运用的东方乐器，让他很讶异。《滚石印度》的里迪·查克拉博蒂（Riddhi Chakraborty）认为歌曲是一首“结合暗黑及梦幻元素的合成器流行乐”，赞扬作品是“一首走出痛苦回忆的圣歌”。《The Quietus》评论维罗妮卡·巴斯塔多（Verónica A. Bastardo）认为歌曲营造了一趟“在充满节奏感的舞厅鼓点及开放露天空间之间来回的旅程”，认为“歌手富有情感的歌声、音乐氛围中明亮的东亚弦乐器和风声特效共同构筑的细节，将你带入一个黑暗的未知树林中，看花朵在树林的大火中绽放”。IZM的林东烨认为，“用敏锐的画面吸引观众的(G)I-DLE这次玩了新花样。歌曲采用组合代表性的蒙巴顿风格，开场的音效，排除外语的歌词，用汉字表达的中文意思，都让她们用东方美融合火和‘火’的花朵。她们在这种已经建立的这个流派中建立新概念，但歌声和副歌都无法发挥她们的力量，给人深刻的印象。然而，这种印象只有在音乐的衬托下，才能显现。”
音乐评论人金允河认为歌曲“疯狂”，以中肯的角度评判作品时，她都会用到这个词。总的来说，这个词意味着“由于精神异常，言语和行动都不同常人的状态”，也指因为精神异常而专注于一样东西。她进一步认为，这个作品不落窠臼，因为精神疯狂对于喜欢创新的创作者来说，是个非常令人痴迷的主题。她认为，组合成员“以韩流形式呈现非常罕见的女性角色，从魅力四射的出道曲〈LATATA〉、奇异怪诞的恐怖喜剧《Put It Straight》和打破善恶界线的〈Oh My God〉”，她们一直以来都会触及吓跑女性偶像的主题，加冕为狮子王，而不是女王。在炎热夏天用〈DUMDi DUMDi〉吹来一股新鲜空气后，(G)I-DLE的〈HWAA〉重燃她们星途中的火焰，用烈火点燃爱，用破坏与轮回的歌声找回爱的真谛。她相信，队长小娟所写的歌词，使得组合打破刻板印象。在评论的最后，她提出正面的看法：“(G)I-DLE一边打破刻板印象，一边大步向前。有疯狂的一面，也有正常的一面。”

## 商业表现
〈HWAA〉在韩国取得不俗的成绩，在韩国两大主流音乐流媒体网站Genie音乐和Bugs上夺得首位，其中在Melon进入Melon 24Hits排行榜第98位后，稳步上升至第16位。歌曲同时在Flo和Vibe平台取得榜首位置。因此，〈HWAA〉成为2020年10月BLACKPINK的〈Lovesick Girls〉和退货远征队的〈Don't Touch Me〉发行以来，首支在韩国歌曲日榜拿到第一名的韩流女子组合歌曲。此外，三首拿到Melon实时榜第一名的第四代女子组合歌曲中，〈HWAA〉是其中一首，另外两首是IZ*ONE的〈Fiesta (IZ*ONE歌曲)〉和〈Secret Story of the Swan〉。歌曲之后在Gaon單曲榜夺得第4名的最好成绩，Gaon指数达15,965,622，空降Gaon下载榜首位，超越最高排第2的〈HANN (Alone)〉。歌曲在Gaon流媒体榜第三周榜（2021年1月10日至16日）中空降第17位 。
上榜第二周，歌曲位列Gaon流媒体帮第8位，在《公告牌》韩流百大热曲榜中上升12名，达到第5名。歌曲在网易云音乐的韩流周榜中连续两个星期位列第1。在马来西亚，歌曲空降KKBOX马来西亚韩流音乐周榜第32名，最高排名第1。新加坡方面，歌曲空降KKBOX新加坡韩流音乐周榜第15位，最高排名第2。另外，歌曲连续两周在KKBOX台湾单曲周榜位列第1。
美国方面，歌曲空降《公告牌》世界歌曲销量榜中空降第8名，是组合第10首进入前十的热单，同时在《公告牌》全球二百强单曲榜位列第173，是继〈More〉后组合第二次入围该榜。

## 曲目列表
- 数字下载和流媒体版[51]

1. "HWAA" – 3:17

- 数字单曲版

| 曲序     | 曲目                       | 时长 |
| -------- | -------------------------- | ---- |
| 1.       | HWAA (English Ver.)        | 3:17 |
| 2.       | HWAA(火/花) (Chinese Ver.) | 3:17 |
| 总时长： | 总时长：                   | 6:34 |

## 制作名单
制作名单摘自Cube娱乐、网易云音乐和Melon。
- (G)I-DLE – 人声
  - 田小娟 – 制作、词曲、说唱编排、音响工程、背景人生、人声总监
  - 宋雨琦 – 人声总监、中文填词
- Pop Time – 制作、音响工程
- 索菲亚·佩（Sophia Pae） – 人声总监
- Phildel（英语：Phildel） – 英文填词
- Z KING – 人声总监
- 全在熙 – 背景人声
- 金东民 – 吉他
- 朴智勇 – 键盘
- 申在彬 (Cube Studio) – 唱片工程
- 崔烨司 (Cube Studio) – 唱片工程
- 赵先生（Mr. Cho） (JoeLab) – 混音
- 全宝妍 (JoeLab) – 助理混音、数字剪辑
- 权南宇 (821 Sound mastering) – 音频母带
- 张胜浩 (821 Sound mastering) – 助理音频母带
- Paranoid Paradigm (VM Project Architecture) – 音乐视频导演[54]
- 金世焕 (Star System) – 表演导演[18]
- Hyunzzinii (Star System) – 编舞[18]

## 宣传
(G)I-DLE在Naver Now节目《女娃绯闻》（소문의 아이들）为歌曲发行预热。节目分为三部分，分别于韩国标准时间1月5日、12日和19日晚上11点公开。每集节目，歌手们会带领观众领略专辑歌曲的概念，观众可以听到歌曲创作、专辑封套及视频拍摄的幕后故事。国际娱乐平台Makestar于2020年12月30日至2021年1月10日，每晚举行一对一视频活动聊天，为专辑发行预热。同时组合也与Ktown4u及MyMusicTaste合作。1月8日，组合参加KBS第2频道节目《All Year Live》。1月13日，组合亮相MBC Every 1频道综艺节目《一周偶像》，该节目于2020年12月28日录制。她们也在KBS Cool FM《Day6's Kiss the Radio》、SBS Power FM《高潮秀》、《黛娃·杰西卡特别直播：(G)I-DLE与田小娟~》、Naver Now《孝宗外貌指南》、SBS Power FM《李俊的少年街》和Naver Now《拉维的问号》等节目中亮相。组合也在《柳喜烈的寫生簿》第524集中表演《HWAA》等三首歌曲。
组合在多档直播打歌节目中表演歌曲，依次为Mnet《M! Countdown》、KBS的《音乐银行》、MBC《Show! 音乐中心》、SBS《人气歌谣》、MBC Music《Show Champion》和SBS MTV的《The Show》。

## 音乐视频
歌曲的音乐视频由VM Project Architecture制作团队的Paranoid Paradigm执导，于2021年1月11日在(G)I-DLE的官方YouTube频道公开。上线仅17个小时，视频就登上YouTube韩国和全球热门视频榜首位，24小时内播放量朝500万次，29小时突破1000万次，1月14日达2000万次，同时组合的YouTube频道总播放量达6700万次，其中印度占15.5%、韩国14.4%、印尼6.5%、菲律宾6.4%、越南4.1%。
官方歌词视频和舞蹈视频分别于1月18日和19日发布 。
6月14日，《HANN》MV破一億次觀看，為(G)I-DLE第七首破億觀看MV。

### 梗概

视频中展现“冬”、“花”和“火”三大视觉概念的场景。

影片开头，一棵树从郁郁葱葱迅速变得枯萎扭曲，组合的成员们在树的面前。薇娟、Minnie、小娟、穗珍、雨琦和舒华展现出强烈的眼神交流，稍微表达对分别伴侣的怨恨。薇娟以姬髮式示人，雨琦则戴着一顶假短发，Minnie梳着亮红色直刘海，小娟一头银发，其他成员则留着发夹做成的非常规发型，并拿着雨伞和扇子等道具。成员们的服装蕴含“冬”、“火”和“花”三个视觉概念。她们跳着舞，如同盛开的花朵，背后是仿造蓝色雪景的背景，小娟则在一个树窝里说唱。“火、燃烧和盛开”三个词连续出现，咒语一般，用火化开冰冻的心，带来鲜花盛开的春天。穗珍唱的第一段主歌结束后，副歌前段和副歌开始说明，只需要点燃一点花火，只需要盛开一朵花，就能够融化冰冻、被雪覆盖的心。视频的最后，她们随着强烈的节目起舞。

### 评价
《时尚青少版》贝内塔塔·吉多赞扬歌曲的音乐视频，认为“歌曲的意义在这段宏伟且电影化的音乐视频中，得到壮美的展现，(G)I-DLE已经将这种效果练到炉火纯青了。小娟、薇娟、Minnie、穗珍、雨琦和舒华在寒冷荒凉的环境中穿行，然后演变成火红烈焰——她们的造型也和布景相得益彰，令人回想起东亚地区的传统服装和配饰。”《Portal Popline》凯恩·奈恩斯（Caian Nunes）认为视频混搭了“自然元素和未来主义的建筑”，“各布景的丰富细节及服装令人着迷”。《The Standard Pop》娜塔蒙·康·莱（Nattamon Khom Loi）认为视频将深刻的音乐、琅琅上口的歌词及色彩对比分明的场景结合在一起，代表旱季过后鲜花盛开。《滚石印度》里迪·查克拉博蒂认为歌曲的音乐视频和《Oh My God》的音乐视频相似，“随着成员们拥抱自己的力量和能力，走出生活的试炼，色调从冷艳的蓝白色转换成炙热的红色”。

## 重混版
2021年1月31日，(G)I-DLE宣布DJ二人组比利时兄弟将推出于2月5日歌曲remix，是她们出道以来首次与该组合合作。

## 奖项
| 节目               | 电视台  | 日期          | 参考    |
| ------------------ | ------- | ------------- | ------- |
| 《Show Champion》  | MBC M   | 2021年1月20日 | [ 99 ]  |
| 《M Countdown》    | Mnet    | 2021年1月21日 | [ 100 ] |
| 《M Countdown》    | Mnet    | 2021年1月28日 | [ 101 ] |
| 《M Countdown》    | Mnet    | 2021年2月4日  | [ 102 ] |
| 《音乐银行》       | KBS     | 2021年1月22日 | [ 103 ] |
| 《Show! 音樂中心》 | MBC     | 2021年1月23日 | [ 104 ] |
| 《Show! 音樂中心》 | MBC     | 2021年1月30日 | [ 105 ] |
| 《人气歌谣》       | SBS     | 2021年1月24日 | [ 106 ] |
| 《人气歌谣》       | SBS     | 2021年1月31日 | [ 107 ] |
| 《THE SHOW》       | SBS MTV | 2021年1月26日 | [ 83 ]  |

| 奖项     | 日期          | 参考    |
| -------- | ------------- | ------- |
| 流行周奖 | 2021年1月25日 | [ 108 ] |
| 流行周奖 | 2021年2月1日  | [ 109 ] |

## 榜单

### 周榜单
| 榜单（2020年）                   | 最高排名 |
| -------------------------------- | -------- |
| 新加坡（新加坡唱片業協會）       | 19       |
| 韩国（Gaon單曲榜）               | 4        |
| 韩国（Gaon下载榜）               | 1        |
| 韩国（Gaon流媒体榜）             | 8        |
| 韩国（韩流百强单曲榜）           | 5        |
| 美国（《公告牌》全球数字销量榜） | 8        |

## 發行歷史
| 地区 | 日期          | 版本      | 格式                | 厂牌                         |
| ---- | ------------- | --------- | ------------------- | ---------------------------- |
| 多国 | 2021年1月11日 | 韩文      | 數位音樂下載 流媒体 | Cube Kakao M U-CUBE 聯眾唱片 |
| 多国 | 2021年1月27日 | 英文 中文 | 數位音樂下載 流媒体 | Cube Kakao M U-CUBE 聯眾唱片 |

## 外部連結
- YouTube上的音源
- YouTube上的歌词视频
- YouTube上的英语歌词视频
- YouTube上的舞蹈视频